# Mülheim Shamrocks
I Mülheim Shamrocks sono una squadra di football americano, di Mülheim an der Ruhr, in Germania.

## Storia
La squadra è stata fondata nel 1991 dalla sezione femminile dei Duisburg Dockers e ha vinto il Ladies Bowl nel 2014.
Dal 2002 al 2004 la squadra femminile ha giocato congiuntamente alle Bochum Miners sotto il nome di SG Ruhrpott.
La formazione maschile non è mai salita oltre i campionati di quinto livello nazionale.

## Dettaglio stagioni

### Amichevoli
| Stagione | Vin | Par | Per | Tot | PF | PS | avversaria           |
| -------- | --- | --- | --- | --- | -- | -- | -------------------- |
| 1989     | 0   | 0   | 1   | 1   | 0  | 26 | Hannover Ambassadors |
| Totale   | 0   | 0   | 1   | 1   | 0  | 26 |                      |

Fonte: americanfootballitalia.com

### Tornei

#### Tornei nazionali

##### Campionato

###### Damenbundesliga
| Stagione | regular season | regular season | regular season | regular season | regular season | regular season | playoff | playoff | playoff | playoff | playoff | playoff     | playoff             |
|          | Vin            | Par            | Per            | Tot            | PF             | PS             | Vin     | Per     | Tot     | PF      | PS      | risultato   | avversaria          |
| -------- | -------------- | -------------- | -------------- | -------------- | -------------- | -------------- | ------- | ------- | ------- | ------- | ------- | ----------- | ------------------- |
| 1992     | ?              | ?              | ?              | ?              | ?              | ?              | ?       | ?       | ?       | ?       | ?       | Ladies Bowl | Bamberg Lady Bears  |
| 1993     | ?              | ?              | ?              | ?              | ?              | ?              | ?       | ?       | ?       | ?       | ?       | ?           | ?                   |
| 1994     | ?              | ?              | ?              | ?              | ?              | ?              | ?       | ?       | ?       | ?       | ?       | ?           | ?                   |
| 1996     | ?              | ?              | ?              | ?              | ?              | ?              | ?       | ?       | ?       | ?       | ?       | ?           | ?                   |
| 1997     | ?              | ?              | ?              | ?              | ?              | ?              | ?       | ?       | ?       | ?       | ?       | ?           | ?                   |
| 1998     | ?              | ?              | ?              | ?              | ?              | ?              | ?       | ?       | ?       | ?       | ?       | ?           | ?                   |
| 2000     | ?              | ?              | ?              | ?              | ?              | ?              | ?       | ?       | ?       | ?       | ?       | ?           | ?                   |
| 2001     | 0              | 0              | 8              | 8              | 38             | 146            | -       | -       | -       | -       | -       | -           | -                   |
| 2002     | 1              | 1              | 6              | 8              | 53             | 138            | -       | -       | -       | -       | -       | -           | -                   |
| 2003     | 1              | 0              | 3              | 4              | 13             | 70             | -       | -       | -       | -       | -       | -           | -                   |
| 2004     | 2              | 0              | 4              | 6              | 70             | 79             | -       | -       | -       | -       | -       | -           | -                   |
| 2005     | 2              | 0              | 3              | 5              | 22             | 58             | -       | -       | -       | -       | -       | -           | -                   |
| 2006     | 8              | 0              | 0              | 8              | 188            | 6              | 0       | 1       | 1       | 6       | 9       | Semifinale  | Munich Cowboys      |
| 2007     | 8              | 0              | 2              | 10             | 234            | 62             | 0       | 1       | 1       | 0       | 62      | Semifinale  | Berlin Kobra Ladies |
| 2008     | 4              | 0              | 2              | 6              | 115            | 55             | 0       | 1       | 1       | 7       | 19      | Semifinale  | Nürnberg Hurricanes |
| 2009     | 1              | 1              | 4              | 6              | 30             | 127            | -       | -       | -       | -       | -       | -           | -                   |
| 2010     | 2              | 1              | 3              | 6              | 76             | 103            | -       | -       | -       | -       | -       | -           | -                   |
| 2011     | 0              | 0              | 6              | 6              | 15             | 160            | -       | -       | -       | -       | -       | -           | -                   |
| 2012     | 3              | 0              | 5              | 8              | 82             | 161            | -       | -       | -       | -       | -       | -           | -                   |
| 2013     | 1              | 0              | 5              | 6              | 108            | 185            | -       | -       | -       | -       | -       | -           | -                   |
| 2014     | 3              | 0              | 1              | 4              | 182            | 86             | 2       | 0       | 2       | 74      | 42      | Campionesse | Berlin Kobra Ladies |
| 2015     | 5              | 0              | 1              | 6              | 182            | 53             | 1       | 1       | 2       | 38      | 51      | Ladies Bowl | Berlin Kobra Ladies |
| Totale   | 41+?           | 3+?            | 53+?           | 97+?           | 1408+?         | 1489+?         | 3+?     | 4+?     | 7+?     | 125+?   | 183+?   |             |                     |

Fonti: Enciclopedia del Football - A cura di Roberto Mezzetti

###### DBL2
| Stagione | regular season | regular season | regular season | regular season | regular season | regular season | playoff | playoff | playoff | playoff | playoff | playoff     | playoff           |
|          | Vin            | Par            | Per            | Tot            | PF             | PS             | Vin     | Per     | Tot     | PF      | PS      | risultato   | avversaria        |
| -------- | -------------- | -------------- | -------------- | -------------- | -------------- | -------------- | ------- | ------- | ------- | ------- | ------- | ----------- | ----------------- |
| 1995     | ?              | ?              | ?              | ?              | ?              | ?              | ?       | ?       | ?       | ?       | ?       | ?           | ?                 |
| 2016     | 8              | 0              | 0              | 8              | 260            | 64             | 2       | 0       | 2       | 75      | 0       | Campionesse | Cologne Falconets |
| Totale   | 8              | 0              | 0              | 8              | 260            | 64             | 2       | 0       | 2       | 75      | 0       |             |                   |

Fonti: Enciclopedia del Football - A cura di Roberto Mezzetti

###### Verbandsliga
| Stagione | regular season | regular season | regular season | regular season | regular season | regular season | playoff | playoff | playoff | playoff | playoff | playoff   | playoff    |
|          | Vin            | Par            | Per            | Tot            | PF             | PS             | Vin     | Per     | Tot     | PF      | PS      | risultato | avversaria |
| -------- | -------------- | -------------- | -------------- | -------------- | -------------- | -------------- | ------- | ------- | ------- | ------- | ------- | --------- | ---------- |
| 2016     | 5              | 0              | 4              | 9              | 177            | 170            | -       | -       | -       | -       | -       | -         | -          |
| 2017     | 4              | 0              | 4              | 8              | 134            | 86             | -       | -       | -       | -       | -       | -         | -          |
| 2018     | 6              | 0              | 4              | 10             | 238            | 168            | -       | -       | -       | -       | -       | -         | -          |
| 2019     | 6              | 0              | 4              | 10             | 171            | 97             | -       | -       | -       | -       | -       | -         | -          |
| Totale   | 21             | 0              | 16             | 37             | 720            | 521            | -       | -       | -       | -       | -       |           |            |

Fonti: Enciclopedia del Football - A cura di Roberto Mezzetti

###### Landesliga
| Stagione | regular season | regular season | regular season | regular season | regular season | regular season | playoff | playoff | playoff | playoff | playoff | playoff   | playoff    |
|          | Vin            | Par            | Per            | Tot            | PF             | PS             | Vin     | Per     | Tot     | PF      | PS      | risultato | avversaria |
| -------- | -------------- | -------------- | -------------- | -------------- | -------------- | -------------- | ------- | ------- | ------- | ------- | ------- | --------- | ---------- |
| 2012     | 1              | 0              | 9              | 10             | 40             | 384            | -       | -       | -       | -       | -       | -         | -          |
| 2013     | 7              | 0              | 3              | 10             | 180            | 131            | -       | -       | -       | -       | -       | -         | -          |
| 2014     | 7              | 0              | 1              | 8              | 230            | 54             | -       | -       | -       | -       | -       | -         | -          |
| 2015     | 8              | 0              | 2              | 10             | 265            | 106            | -       | -       | -       | -       | -       | -         | -          |
| Totale   | 23             | 0              | 15             | 38             | 715            | 675            | -       | -       | -       | -       | -       |           |            |

Fonti: Enciclopedia del Football - A cura di Roberto Mezzetti

## Palmarès
- 1 Damenbundesliga (2014)